# Camilla de Rossi
Camilla de Rossi (forse Roma, prima del 1670 – forse Vienna, dopo il 1710) è stata una compositrice italiana.

## Biografia
Diverse sono le donne note in passato per aver composto musica in Italia e in Austria nel periodo che va dal 1670 al 1725. Di queste donne, sebbene non rimangano informazioni biografiche, Camilla de Rossi sicuramente detiene di gran lunga il maggior numero di composizioni giunte fino ad oggi. Il solo particolare biografico che ci è noto di Camilla è che era di cittadinanza romana. Infatti ella firmò sempre i frontespizi dei propri manoscritti come Romana o donna di discendenza romana. La Rossi compose quattro oratori per voci soliste e orchestra, tutti i quali furono commissionati dall'imperatore Giuseppe I d'Austria e rappresentati nella Cappella Imperiale.
Tutti i lavori della Rossi che sopravvivono dimostrano una profonda conoscenza degli strumenti a corda e, come Barbara Garvey Jackson descrive, "uno spiccato interesse per i toni vivaci". Essi sono stilisticamente affini agli oratori di Alessandro Scarlatti e in alcuni brani vengono impiegate combinazioni di archi, salmoè e arciliuto.

## Composizioni
- Oratori per voci soliste e orchestra, tra i quali:
  - Santa Beatrice d'Este (libretto di Benedetto Pamphilj, 1707)
  - Il sacrifizio di Abramo (libretto di F. Dario, 1708)
  - Il figliuol prodigo (libretto di Camilla de Rossi, 1709)
  - Sant'Alessio (1710)
- Frà Dori, e Fileno (cantata per soprano, contralto e archi)